# Mazda Roadster Coupe TS Concept
La Mazda Roadster Coupe TS ou Roadster Coupe Type-S est un concept car du constructeur automobile japonais Mazda, présenté en 2003.
Il s'agit d'une variante sportive coupé du cabriolet MX-5 Miata (NB) de seconde génération, elle est basée sur la Mazda Roadster Coupe TS produite en série limitée.
Elle reprend le toit en dur inamovible du coupé, mais se différencie de la version routière par sa décoration sportive rouge à bandes et un look rétro affirmé, avec des jantes Enkei blanches, un éclairage spécifique, une large sortie d'échappement centrale, et ses rétroviseurs sont positionnés sur ses ailes plutôt que sur les portières à la manière d'anciennes automobiles de compétition italiennes ou anglaises,.